# Chapada dos Guimarães (Mato Grosso)
Chapada dos Guimarães é um município brasileiro no estado de Mato Grosso, pertencente a Região Metropolitana do Vale do Rio Cuiabá. Contando com uma área de 6 250 km², foi considerado o maior município do mundo em extensão territorial, devido ao seu território anterior com cerca de 270 mil km² ter sido desmembrado para origem de municípios como Alta Floresta, Colíder, Sinop, Nova Brasilândia, Paranatinga e outros. Possui vários pontos turísticos como, por exemplo, o Parque Nacional da Chapada dos Guimarães, com cachoeiras, cavernas, lagoas e trilhas em meio a uma natureza típica de cerrado, vegetação predominante na cidade.

## História
A cidade surgiu como aldeamento de índios chiquitos fundada por Antônio Rolim de Moura Tavares, em 1750, e administrada pelo padre jesuíta Estevão de Castro, até ser expulso por ato do Marquês de Pombal. Durante muitos anos o povoado ficou conhecido como "Serra Acima", mas, oficialmente, o seu nome a partir de 1769 foi de Santa Anna da Chapada dos Guimarães Miramar, sendo elevada a freguesia em 1775. Havia na região até o início do século XIX 20 engenhos que fabricavam aguardente (o total em Mato Grosso era de 34) o que fez com que Portugal estipulasse o tributo de 1/2 oitava de ouro por engenho para custear a pensão anual de 110$000 réis dados aos estudantes mato grossenses na Metrópole. O então pujante povoado começou a declinar em 1867 devido a varíola advinda da Guerra do Paraguai, sem contar o encarecimento dos escravos, a mortandade dos animais de carga, os constantes ataques de cerca de trezentos índios Coroados que a força de cinquenta homens não conseguiu conter, e, por fim, a Abolição da Escravatura selou o declínio do povoado.
Nesse período da história brasileira, as cidades acumulavam também o Poder Judiciário. E territorialmente, Diamantino e Chapada dos Guimarães abrangiam o médio norte e o norte do Estado do Mato Grosso.

## Geografia
Localiza-se a uma latitude 15º27'38" sul e a uma longitude 55º44'59" oeste, estando a uma altitude de 811 metros. Sua população estimada em 2020 era de 19.453 habitantes. Possui uma área de 6249,44 km². É o segundo município mais alto de Mato Grosso.

### Clima
O clima de Chapada dos Guimarães é o tropical (Aw). No início da primavera começa o período chuvoso que se estende até o início de abril, que é o período de calor. A partir deste período, no outono, inicia-se gradativamente a estiagem, que se fortifica no inverno. São nestas duas estações que as frentes frias e incursões polares mais significativas do ano chegam à região. O clima passa a ser frio à noite e ameno/pouco quente durante o dia. As geadas são raras, registrando-se a cada cinco anos. Temperaturas negativas são muito raras, em média uma a cada dez anos.
Chapada dos Guimarães possui o recorde de segunda menor temperatura do estado de Mato Grosso , -4,6°C no dia 18 de julho de 1975, atrás apenas de Cáceres.

## Turismo
Chapada dos Guimarães tem vários atrativos turísticos: 46 sítios arqueológicos; dois sítios paleontológicos; 59 nascentes; 487 cachoeiras; 3.300 km² de Parque Nacional; 2.518 km² de Área de Proteção Ambiental; duas reservas estaduais; dois parques municipais; duas estradas-parque; 157 km de paredões; 42 imóveis tombados pelo Iphan; 38 espécies endêmicas.
O artesanato local é uma das referências na cidade, com vários artesãos locais que chegaram ou nasceram na cidade e, que ali, foram crescendo e vivendo do artesanato, que é exposto em praça pública de terça-feira a domingo para os habitantes e turistas. Existe um projeto de uma "Rua do Artesanato", que visa criar um local específico para os artesãos, mas o projeto ainda não foi efetuado
Além de todas estas opções, o município conta com o turismo nos dias mais frios do ano, quando a temperatura pode chegar até 12°C para menos.
O município também sedia anualmente o Festival de Inverno de Chapada dos Guimarães nos meses de Julho e Agosto, impulsionando o turismo na região.

## Galeria

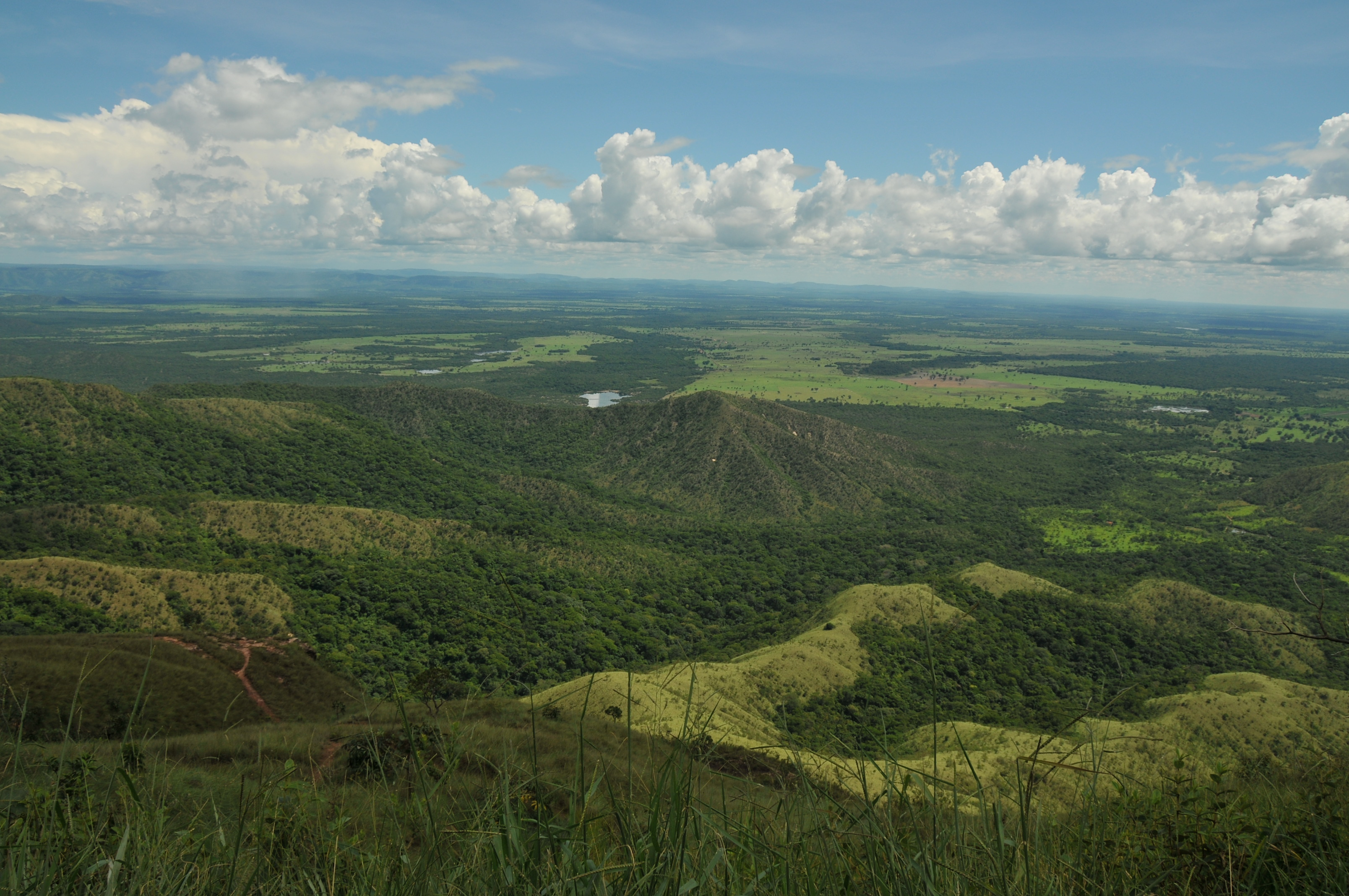
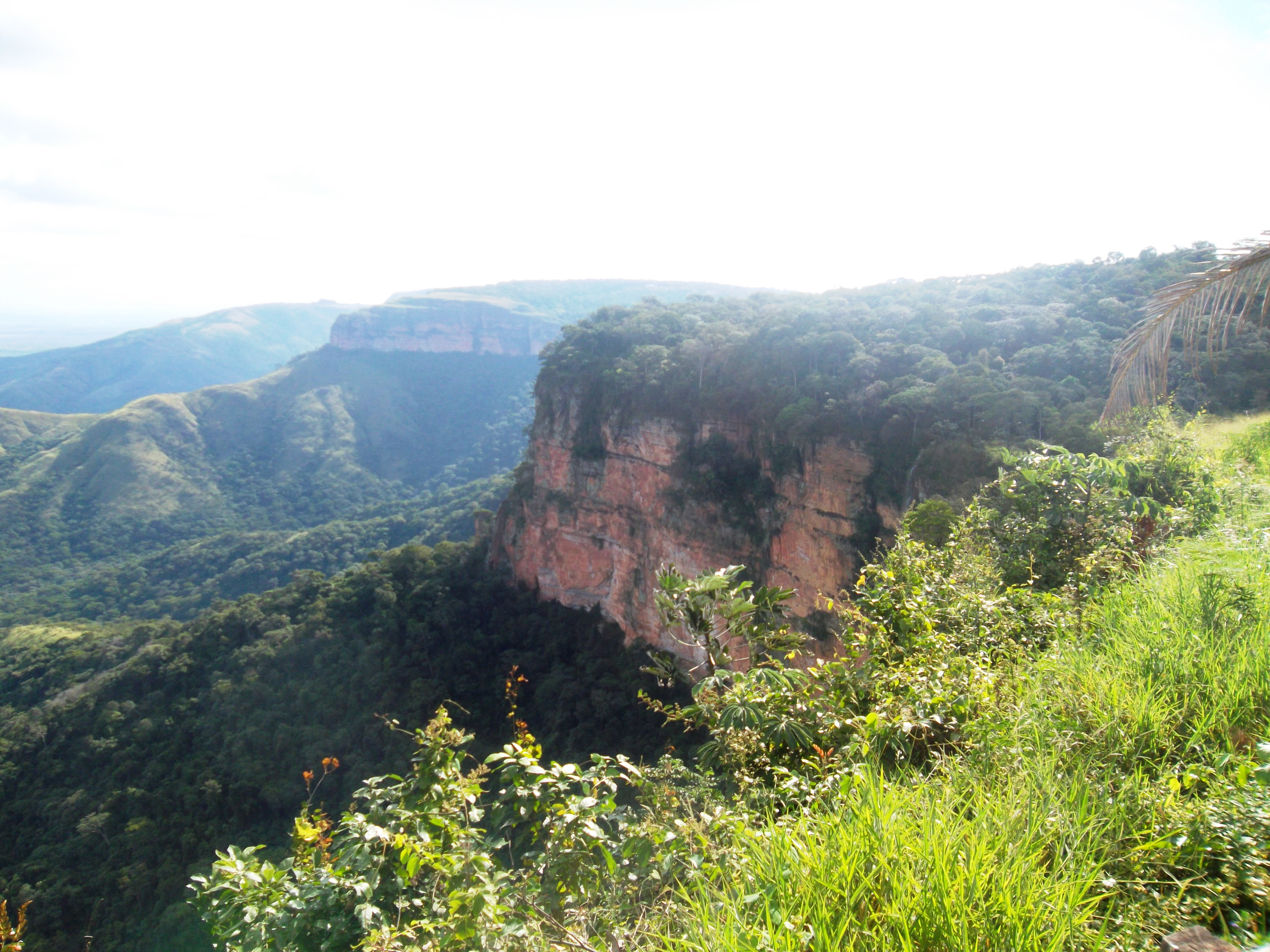
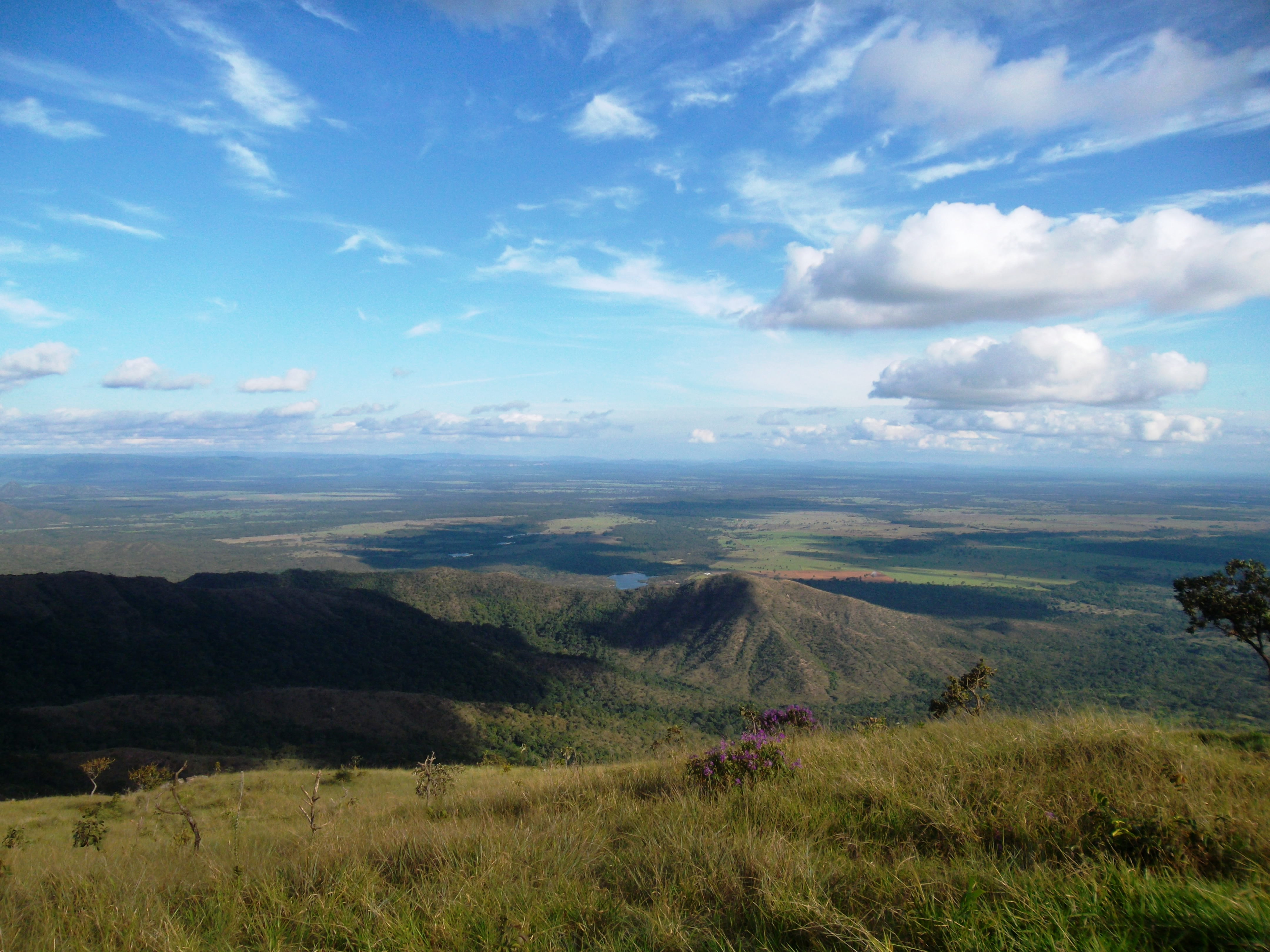
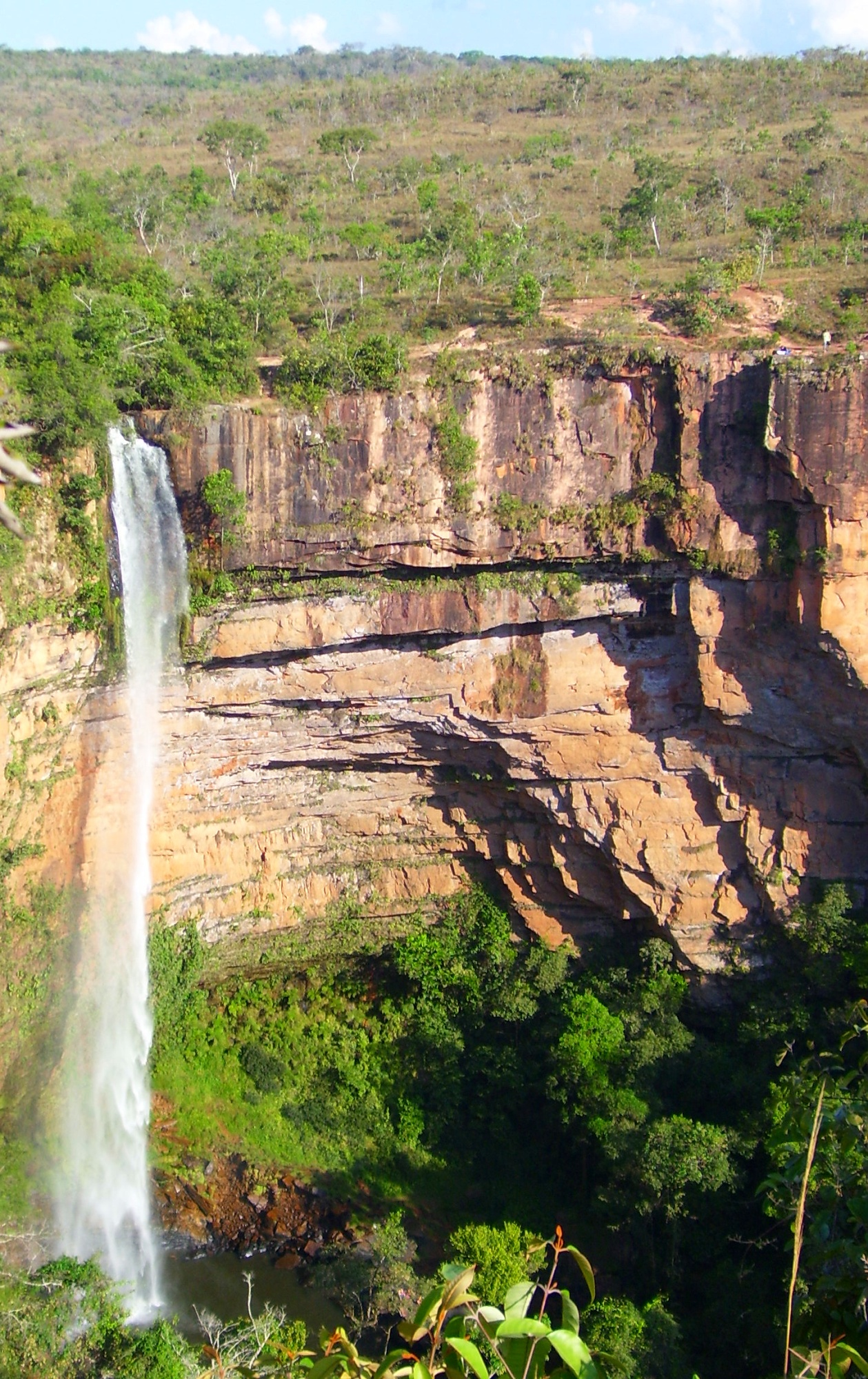
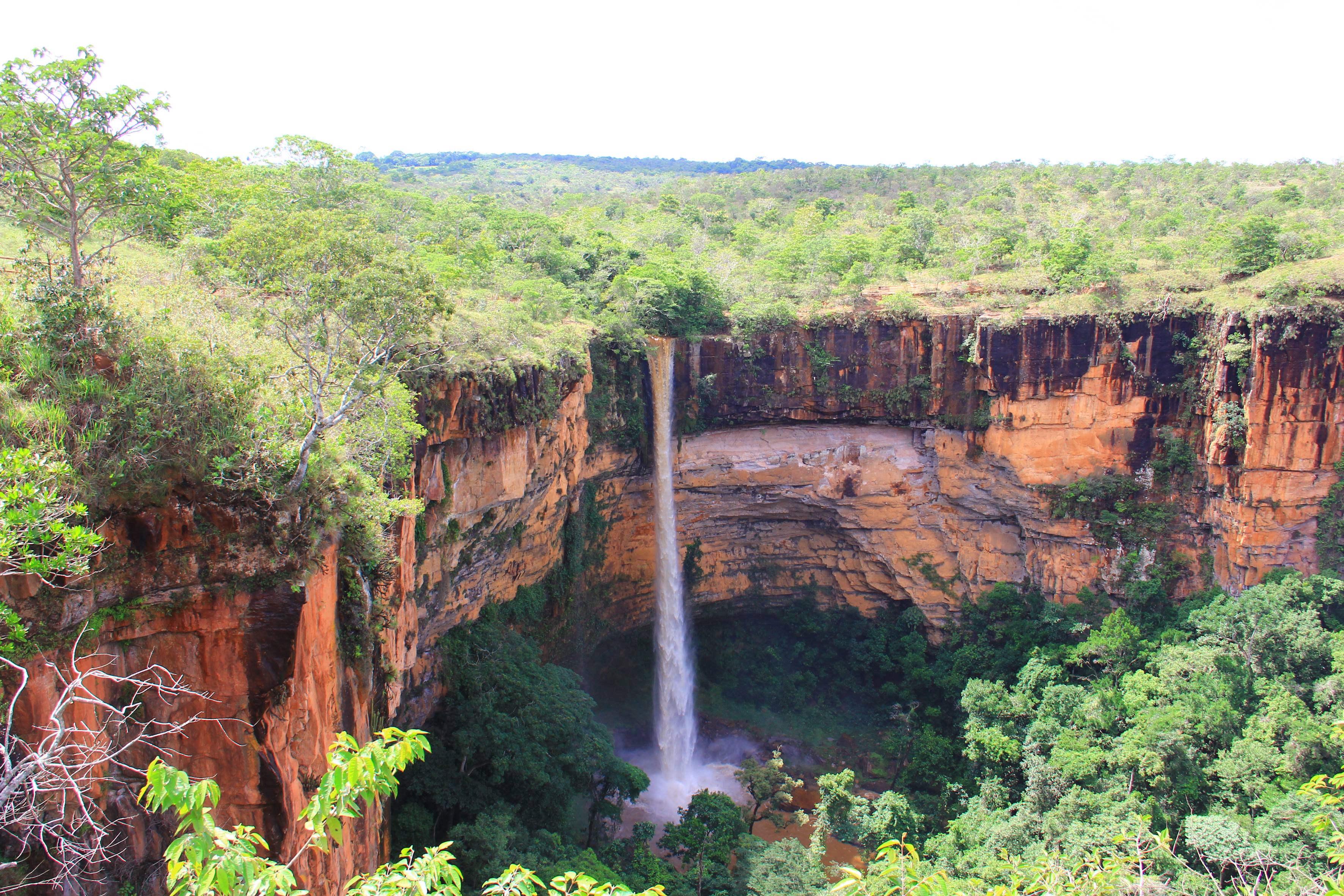
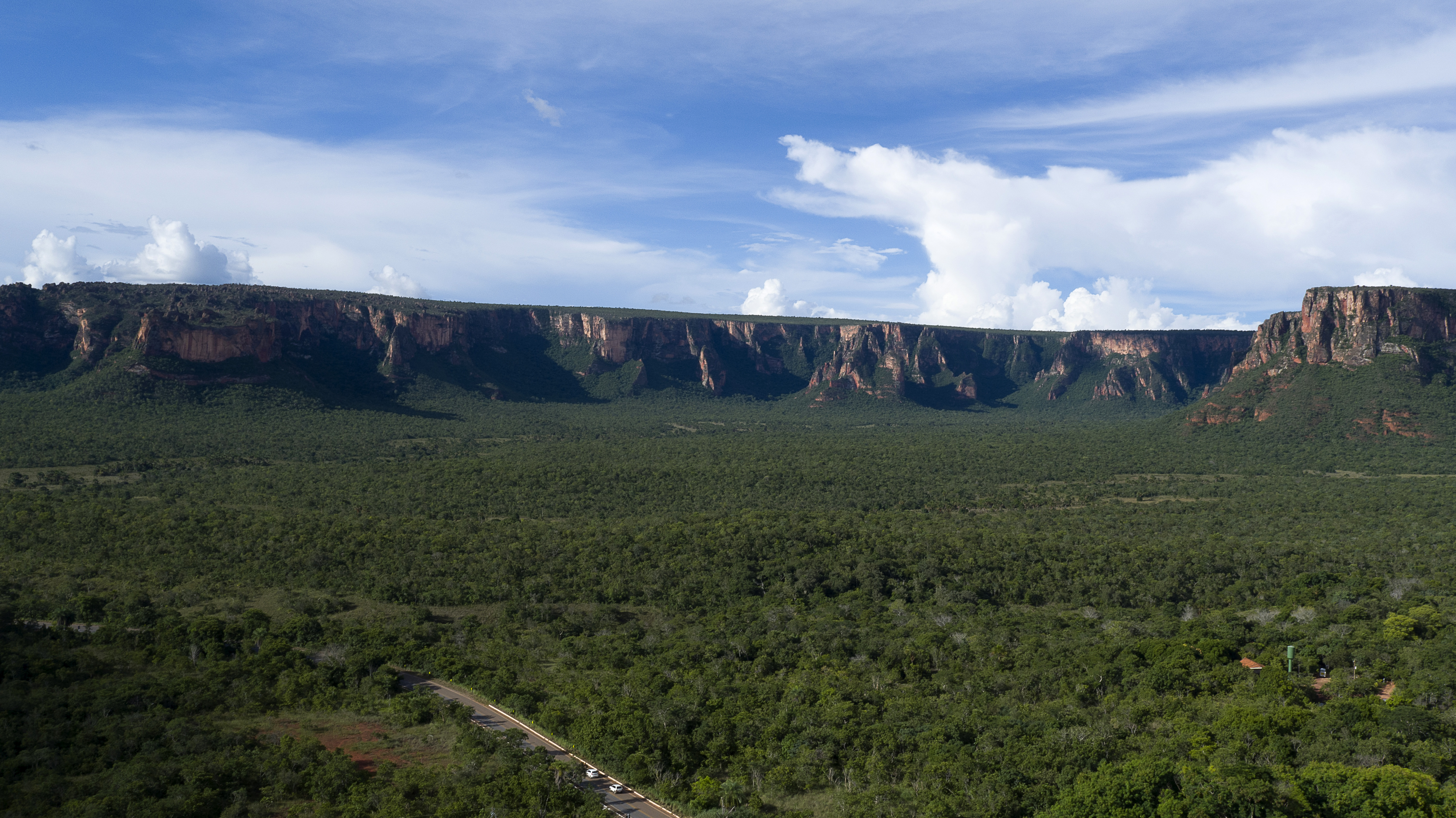

Localidades mais visitadas dentro do parque.

## Últimos prefeitos eleitos
| Ano  | Prefeito           | Partido | Votos | %     | Ref    |
| ---- | ------------------ | ------- | ----- | ----- | ------ |
| 2004 | Gilberto Mello     | PPS     | 2.793 | 29,49 | [ 8 ]  |
| 2008 | Daltro             | PP      | 6.085 | 56,03 | [ 9 ]  |
| 2012 | Dr José Neves      | PSDB    | 2.848 | 34,07 | [ 10 ] |
| 2016 | Thelma de Oliveira | PSDB    | 5.110 | 44,64 | [ 11 ] |
| 2020 | Osmar Froner       | MDB     | 3.946 | 34,27 | [ 12 ] |
| 2024 | Osmar Froner       | UNIÃO   | 8.987 | 67,02 | [ 13 ] |